# Le Clerjus
Le Clerjus és un municipi francès, situat al departament dels Vosges i a la regió del Gran Est. L'any 2007 tenia 556 habitants.

## Demografia

### Població
El 2007 la població de fet de Le Clerjus era de 556 persones. Hi havia 210 famílies, de les quals 52 eren unipersonals (16 homes vivint sols i 36 dones vivint soles), 67 parelles sense fills, 71 parelles amb fills i 20 famílies monoparentals amb fills.
La població ha evolucionat segons el següent gràfic:
Habitants censats

### Habitatges
El 2007 hi havia 358 habitatges, 225 eren l'habitatge principal de la família, 103 eren segones residències i 30 estaven desocupats. 339 eren cases i 15 eren apartaments. Dels 225 habitatges principals, 185 estaven ocupats pels seus propietaris, 26 estaven llogats i ocupats pels llogaters i 14 estaven cedits a títol gratuït; 3 tenien una cambra, 4 en tenien dues, 30 en tenien tres, 65 en tenien quatre i 123 en tenien cinc o més. 162 habitatges disposaven pel capbaix d'una plaça de pàrquing. A 103 habitatges hi havia un automòbil i a 93 n'hi havia dos o més.

### Piràmide de població
La piràmide de població per edats i sexe el 2009 era:
| Homes | Edats   | Dones |
| ----- | ------- | ----- |
| 0     | 95 o +  | 0     |
| 4     | 90 a 94 | 0     |
| 0     | 85 a 89 | 8     |
| 4     | 80 a 84 | 0     |
| 8     | 75 a 79 | 12    |
| 24    | 70 a 74 | 24    |
| 16    | 65 a 69 | 16    |
| 12    | 60 a 64 | 8     |
| 12    | 55 a 59 | 24    |
| 32    | 50 a 54 | 12    |
| 24    | 45 a 49 | 32    |
| 8     | 40 a 44 | 24    |
| 8     | 35 a 39 | 0     |
| 24    | 30 a 34 | 8     |
| 36    | 25 a 29 | 8     |
| 20    | 20 a 24 | 4     |
| 20    | 15 a 19 | 12    |
| 16    | 10 a 14 | 16    |
| 12    | 5 a 9   | 0     |
| 4     | 0 a 4   | 4     |

## Economia
El 2007 la població en edat de treballar era de 351 persones, 233 eren actives i 118 eren inactives. De les 233 persones actives 205 estaven ocupades (121 homes i 84 dones) i 28 estaven aturades (14 homes i 14 dones). De les 118 persones inactives 42 estaven jubilades, 23 estaven estudiant i 53 estaven classificades com a «altres inactius».

### Ingressos
El 2009 a Le Clerjus hi havia 237 unitats fiscals que integraven 581 persones, la mediana anual d'ingressos fiscals per persona era de 14.905 €.

### Activitats econòmiques
Dels 14 establiments que hi havia el 2007, 1 era d'una empresa de fabricació d'altres productes industrials, 2 d'empreses de construcció, 4 d'empreses de comerç i reparació d'automòbils, 1 d'una empresa de transport, 2 d'empreses d'hostatgeria i restauració, 1 d'una empresa financera, 1 d'una empresa de serveis, 1 d'una entitat de l'administració pública i 1 d'una empresa classificada com a «altres activitats de serveis».
Els 2 serveis als particulars que hi havia el 2009 eren lampisteries.
L'únic establiment comercial que hi havia el 2009 era una botiga de menys de 120 m².
L'any 2000 a Le Clerjus hi havia 28 explotacions agrícoles que ocupaven un total de 1.360 hectàrees.

## Equipaments sanitaris i escolars
El 2009 hi havia una escola elemental.

## Poblacions més properes
El següent diagrama mostra les poblacions més properes.